# Liste des conventions internationales relatives à la protection de l'animal

## Conventions générales
- Convention sur la diversité biologique (appelée aussi Convention de Rio)
- Convention pour la protection du patrimoine mondial, culturel et naturel (de l'UNESCO)
- Convention relative aux zones humides d'importance internationale particulièrement comme habitats des oiseaux d’eau (Convention de Ramsar)
- Convention relative à la protection des espèces migratrices appartenant à la faune sauvage (Convention de Bonn)
- Convention sur le commerce international des espèces de faune et de flore sauvages menacées d'extinction (ou Convention de Washington ou CITES selon l'acronyme de son titre en anglais)

## Conventions spécialisées
- Convention relative à la conservation de la vie sauvage et du milieu naturel de l'Europe (Convention de Berne)

- Convention internationale sur la protection des oiseaux
- Convention concernant les oiseaux migrateurs (Canada et États-Unis)
- Convention pour la conservation de la faune et de la flore marines de l'Antarctique (Convention de Canberra)
- Convention africaine pour la conservation de la nature et des ressources naturelles (Convention d'Alger)
- Convention pour la protection de la vigogne (Convention de Lima)
- Convention pour la réglementation de la chasse à la baleine (Convention de Genève)
- Accord international sur la préservation des ours blancs et de leur habitat (Accord d'Oslo)
- Accord sur la conservation des albatros et des pétrels (Accord de Hobart)

## Conseil de l'Europe
- Convention européenne pour la protection des animaux en cours de transport international
- Convention européenne pour la protection des animaux de compagnie
- Convention européenne sur la protection des animaux d'abattage
- Convention européenne sur la protection des animaux dans les élevages
- Convention européenne sur la protection des animaux vertébrés utilisés à des fins expérimentales ou à d’autres fins scientifiques